# Daniel Rendon Herrera
Daniel « Don Mario » Rendón Herrera est un narcotrafiquant colombien capturé dans la jungle le 15 avril 2009.

## Biographie
Daniel Rendon Herrera est l'un des leaders de l'organisation criminelle paramilitaire Los Urabeños. Il s'agit d'une organisation basée dans la région de l'Urabá dans le département colombien d'Antioquia. Le groupe est spécialisé dans le trafic de cocaïne. Dairo Antonio Úsuga David est un autre chef important du groupe.